# شولا جیموه
شولا جیموه (انگلیسی: Shola Jimoh؛ زادهٔ ۸ آوریل ۲۰۰۸) بازیکن فوتبال اهل انگلستان است که در حال حاضر برای باشگاه فوتبال یورک یونایتد بازی می‌کند. 
وی همچنین در تیم ملی فوتبال تیم ملی فوتبال زیر ۱۵ سال کانادا بازی کرده است.